# Can Surriga
Can Surriga és una obra de Vidreres (Selva) inclosa a l'Inventari del Patrimoni Arquitectònic de Catalunya.

## Descripció
L'Edifici actual és de planta quadrada amb coberta a quatre vessants, tres plantes i terrassa sobre el teulat. Els elements més destacats de les façanes són els emmarcaments de pedra grisa amb motllures de rombes decoratius a la part superior de les múltiples finestres i els balcons de ferro que, a les cantonades, unifiquen les balconades de les dues façanes.

## Història
La porta d'arc de mig punt existent fins als anys noranta duia la inscripció de 1730. No en resta res de l'antic portal d'accés, que no es va conservar quan es va ampliar la plaça.
Durant la modificació de la Plaça l'edifici es va destruir i la façana es va tirar enrere, deixant més espai per la plaça i pels accessos al carrer Barcelona i Dr. Deulofeu.